# 新圣伯多禄天主教堂
新圣伯多禄天主教堂（Église Saint-Pierre-le-Jeune catholique）是法国下莱茵省斯特拉斯堡的一座大型罗马天主教教堂，位于该市的德国区。
在该市还有一座同名的新圣彼得新教教堂，以及老圣彼得教堂（天主教和新教各有一座），但是都要古老得多。 
这座教堂用粉色和红色砂岩砌筑，建于1889年到1893年，德国统治时期，建筑师为Skjold Neckelmann和August Hartel，新罗曼式风格，拥有阿尔萨斯最大的穹顶（内部高度50米，最大内径十八点五米）.
2006年，嘉禄·富高的雕像安放在教堂前。

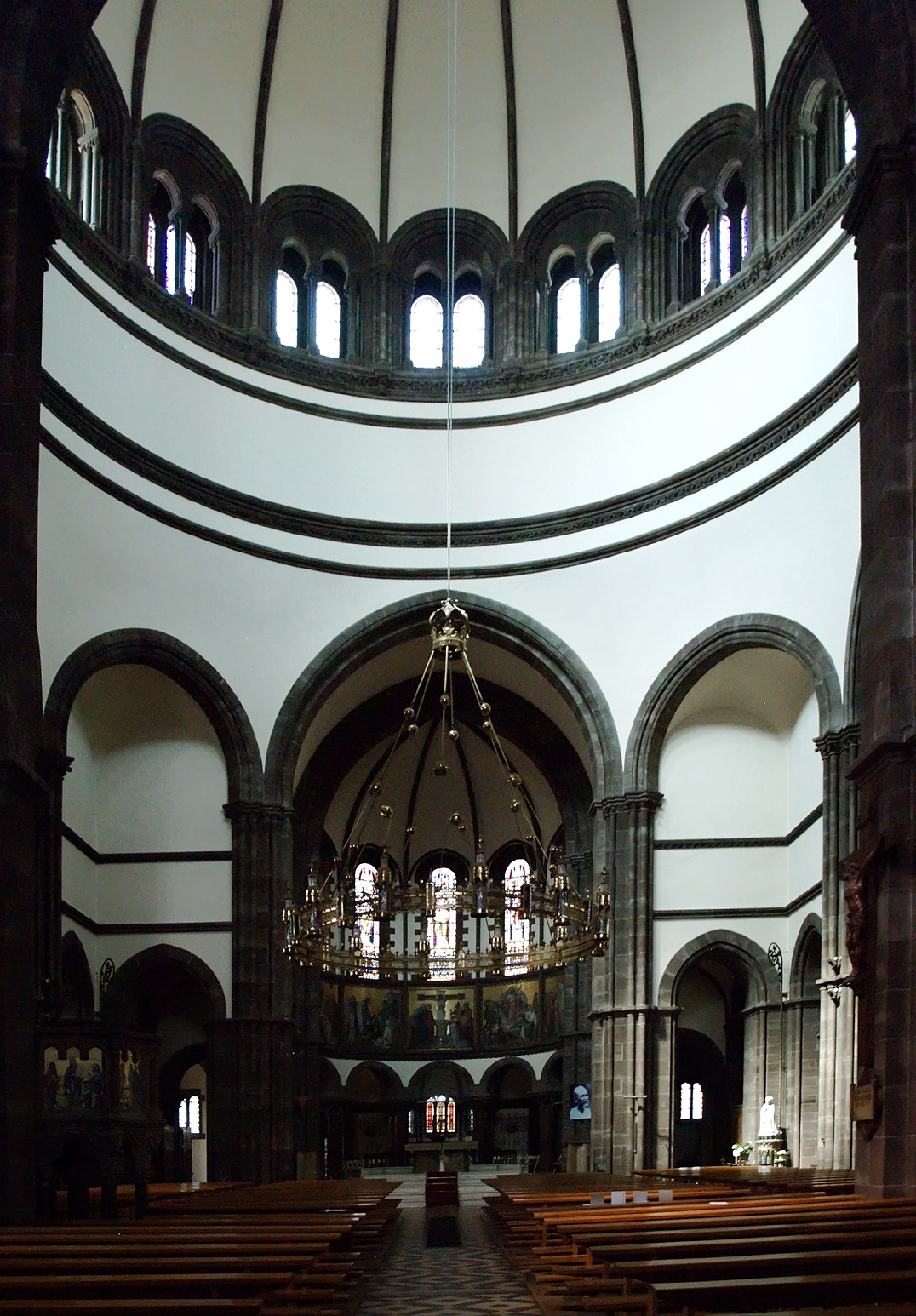
内部